# Notioscopus sarcinatus
Espèce
Synonymes
- Erigone sarcinata O. Pickard-Cambridge, 1873
- Coryphaeolanus lapponicus Schenkel, 1939

Notioscopus sarcinatus est une espèce d'araignées aranéomorphes de la famille des Linyphiidae.

## Distribution
Cette espèce se rencontre en Europe jusqu'en Russie.

## Description
Le mâle mesure 1,8 mm et les femelles de 2 à 2,3 mm.

## Publication originale
- O. Pickard-Cambridge, 1873 : Descriptions of twenty-four new species of Erigone. Proceedings of the Zoological Society of London, vol. 1872, p. 747-769 (texte intégral).